# 巨洋河
巨洋河，又称漕汶河, 古称作巨洋水、朱阳河，是位于中国山东半岛东南部的一条河流。

## 概况
发源于青岛市黄岛区小珠山西麓，流经王台镇有沙沟河、大横河汇入，于五河头入胶州湾。全长25.35公里，汇水面积128.75平方公里。20年一遇洪流量为653.68立方米/秒。